# Municipio de Max
El municipio de Max (en inglés: Max Township) es un municipio ubicado en el condado de Itasca en el estado estadounidense de Minnesota. En el año 2010 tenía una población de 142 habitantes y una densidad poblacional de 1,6 personas por km².

## Geografía
El municipio de Max se encuentra ubicado en las coordenadas 47°38′35″N 94°5′45″O / 47.64306, -94.09583. Según la Oficina del Censo de los Estados Unidos, el municipio tiene una superficie total de 88.69 km², de la cual 75,73 km² corresponden a tierra firme y (14,61 %) 12,96 km² es agua.

## Demografía
Según el censo de 2010, había 142 personas residiendo en el municipio de Max. La densidad de población era de 1,6 hab./km². De los 142 habitantes, el municipio de Max estaba compuesto por el 73,94 % blancos, el 24,65 % eran amerindios y el 1,41 % eran de una mezcla de razas. Del total de la población el 0 % eran hispanos o latinos de cualquier raza.